# Осгор
Осгор, также Асгорфонна (норв. Åsgardfonna) — ледник на острове Западный Шпицберген (архипелаг Шпицберген).
Ледник расположен в северной части острова, на полуострове Ню-Фрисланд, между Вийдефьордом и Ломфьордом. Площадь его составляет 1230 км². Ледник получил название в честь Асгарда — обители богов в скандинавской мифологии.